# Regard Saint-Martin
Le regard Saint-Martin est un regard, c'est-à-dire un ouvrage permettant l'accès à une canalisation, situé dans le 20e arrondissement de Paris, en France.

## Description
Le regard se présente comme un édicule au toit de pierre à deux pentes, adossé au mur de soutènement qui borde la rue. Une porte en bois ouvre sur la voie.
Le fronton comporte une inscription latine du XVIIIe siècle relatant l'histoire du bâtiment  :

FONS

INTER MARTINIANOS CLUNIACENSES

ET VICINOS TEMPLARIOS COMMUNITER

FLUERE SUETUS POST ANNOS XXX

NEGLETUS ET VELUTI CONTEMPTUS

COMMUNIBUS IMPENSIS AB IPSA

SCATURIGINE ET RIVULIS STUDIO-

SISSIME INDAGATUS ET REPETITUS 

TUM DEMUM NOBIS IPSIS FORTITER

ET ANIMOSE TANTÆ MOLI

INSISTENTIBUS NOVUS ET

PLUSQUAM PRIMÆ ELEGANTIÆ AC

NITORI REDDITUS PRISTINUM

REPETENS OFFICIUM NON MINUS

HONORIFICE QUAM SUMMO NOSTRO

COMODO ITERUM MANARE CŒPIT

ANNO D(OMI)ÑI. 1633

IDEM LABORES ET SUMPTUS IN COMUNI

PARITER REPETITI SUNT UT SUPRA

ANNO D(OMI)ÑI. 1722

« Fontaine coulant d'habitude pour l'usage commun des religieux de Saint-Martin de Cluny et de leurs voisins les Templiers. Après avoir été trente ans négligée et pour ainsi dire méprisée, elle a été recherchée et revendiquée à frais communs et avec grand soin, depuis la source et les petits filets d'eau. Maintenant enfin, insistant avec force et avec l'animation que donne une telle entreprise, nous l'avons remise à neuf et ramenée plus qu'à sa première élégance et splendeur. Reprenant son ancienne destination, elle a recommencé à couler l'an du Seigneur 1633, non moins à notre honneur que pour notre commodité. Les mêmes travaux et dépenses ont été recommencés en commun, comme il est dit ci-dessus, l'an du Seigneur 1722, »

Un écusson est sculpté sur une pierre située en haut et à gauche de la porte. Selon M. Louis Tesson, il représenterait Saint Martin déchirant son manteau. L'auteur affirme aussi qu'un deuxième écusson ornait l'autre côté de la porte.

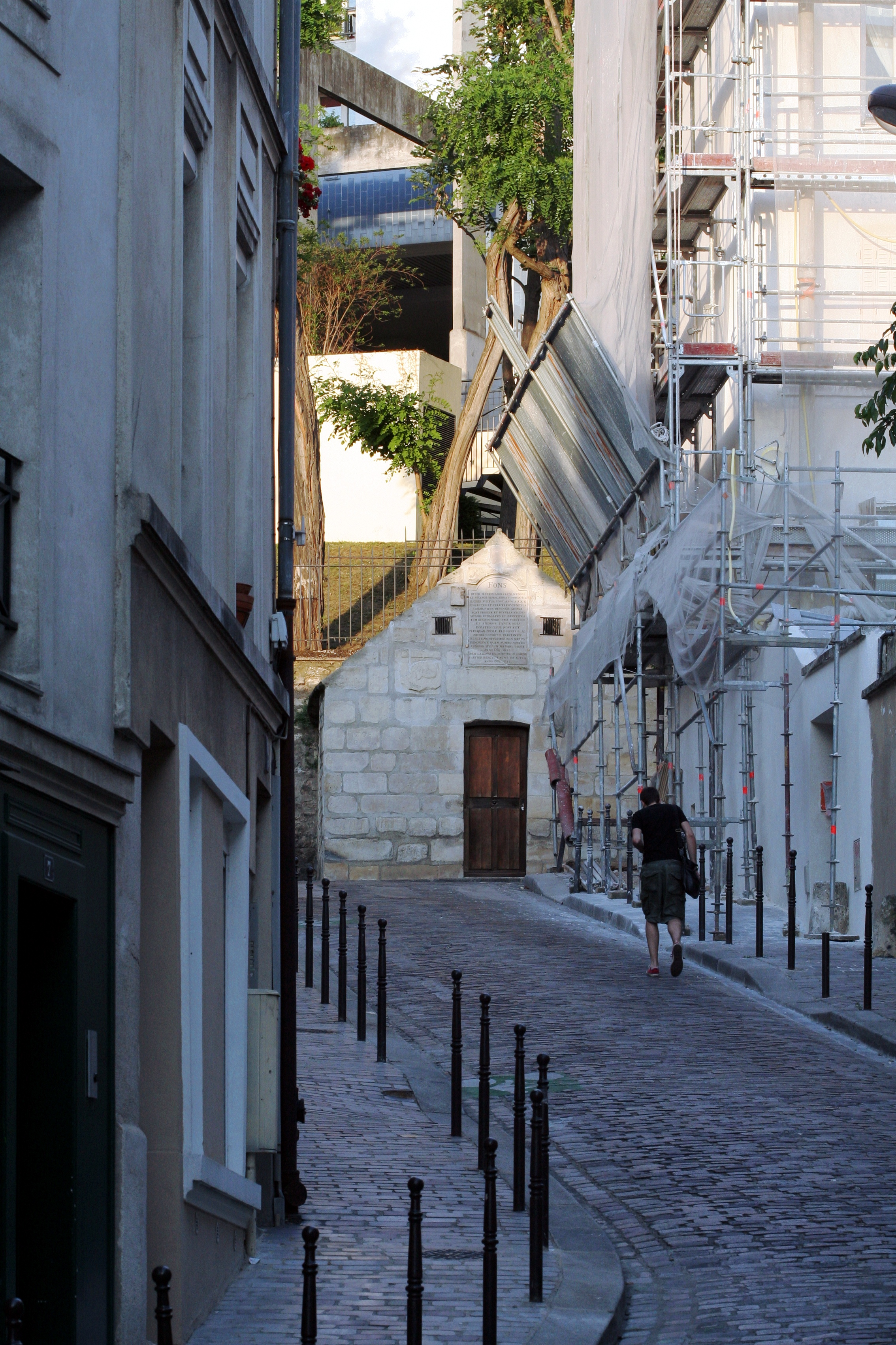
Le regard Saint-Martin
vu depuis la rue de Savies.

| À gauche, le regard vu de face. Au milieu, l'inscription latine. À droite, l'intérieur du regard en 1899. |  | À gauche, le regard vu de face. Au milieu, l'inscription latine. À droite, l'intérieur du regard en 1899. |  | À gauche, le regard vu de face. Au milieu, l'inscription latine. À droite, l'intérieur du regard en 1899. |
| À gauche, le regard vu de face. Au milieu, l'inscription latine. À droite, l'intérieur du regard en 1899. |  | |  | |

## Situation et accès
Le regard est situé au 42, rue des Cascades, dans le 20e arrondissement de Paris, sur les pentes de la colline de Belleville. Il s'élève au débouché de la rue de Savies.

## Historique
Le regard est situé sur la fontaine de Savies, l'une des sources des anciennes eaux de Belleville qui descendent de la colline. Au Moyen Âge, les religieux du prieuré Saint-Martin-des-Champs et de la maison du Temple captent une partie de cette rivière. La date de construction est inconnue. Selon l'inscription située au-dessus de la porte, le bâtiment a été rénové en 1633 et en 1722. Une pierre de la façade porte le millésime 1804. Il s'agit « peut-être [d']une date de réparation ».
L'édifice a été classé monument historique le 4 novembre 1899. Cet arrêté a été annulé à la suite du classement des eaux de Belleville le 6 février 2006.

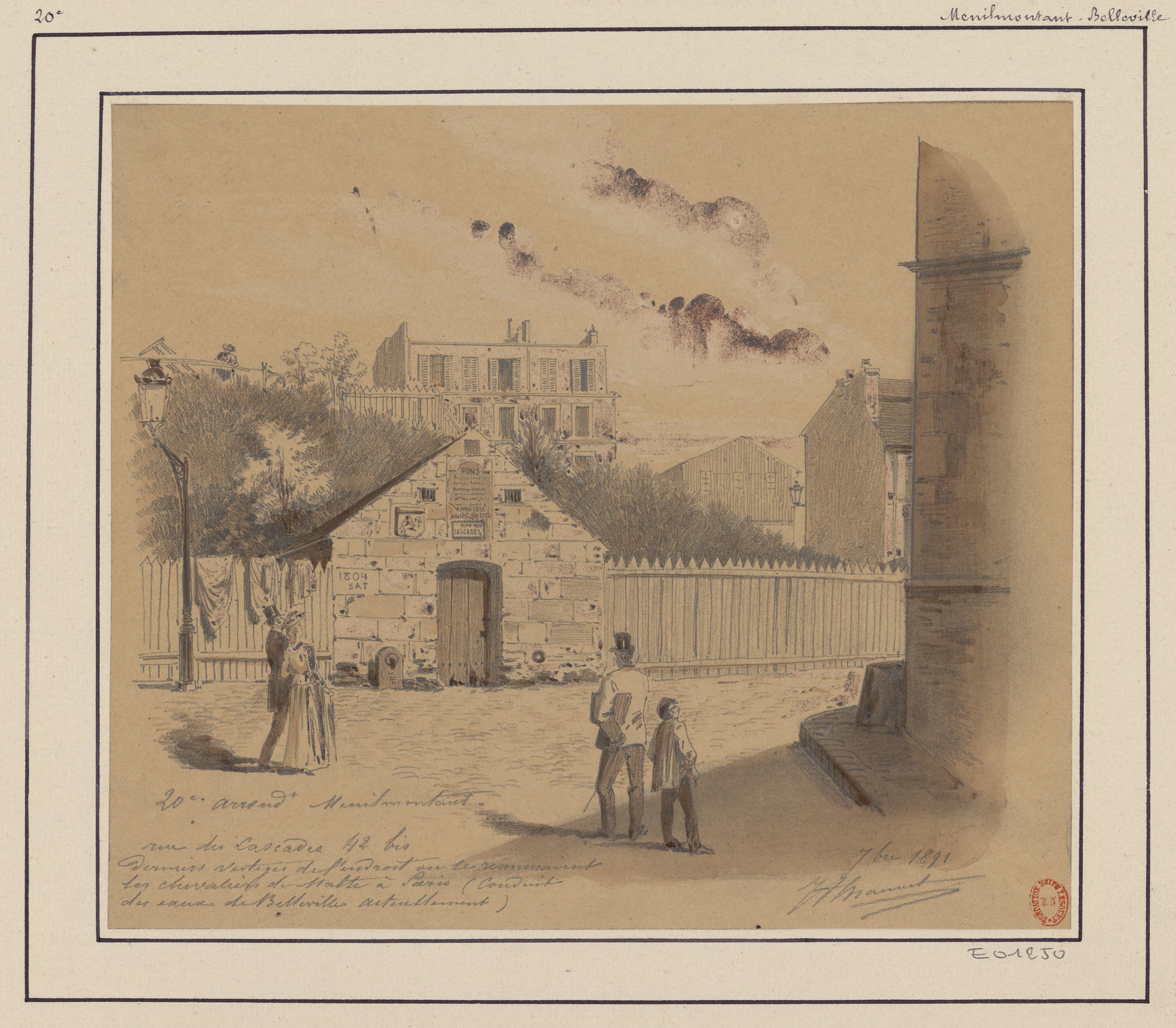
Le regard Saint-Martin en 1891 (dessin de Jules-Adolphe Chauvet).
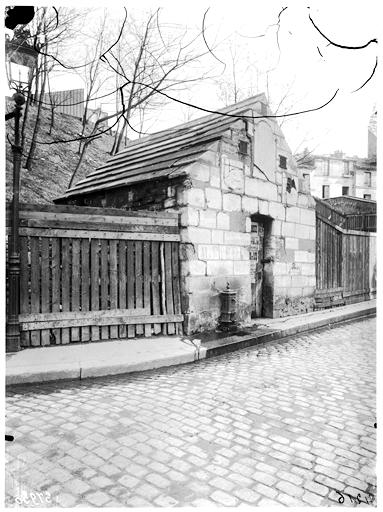
En 1901 (photographie d'Eugène Atget).
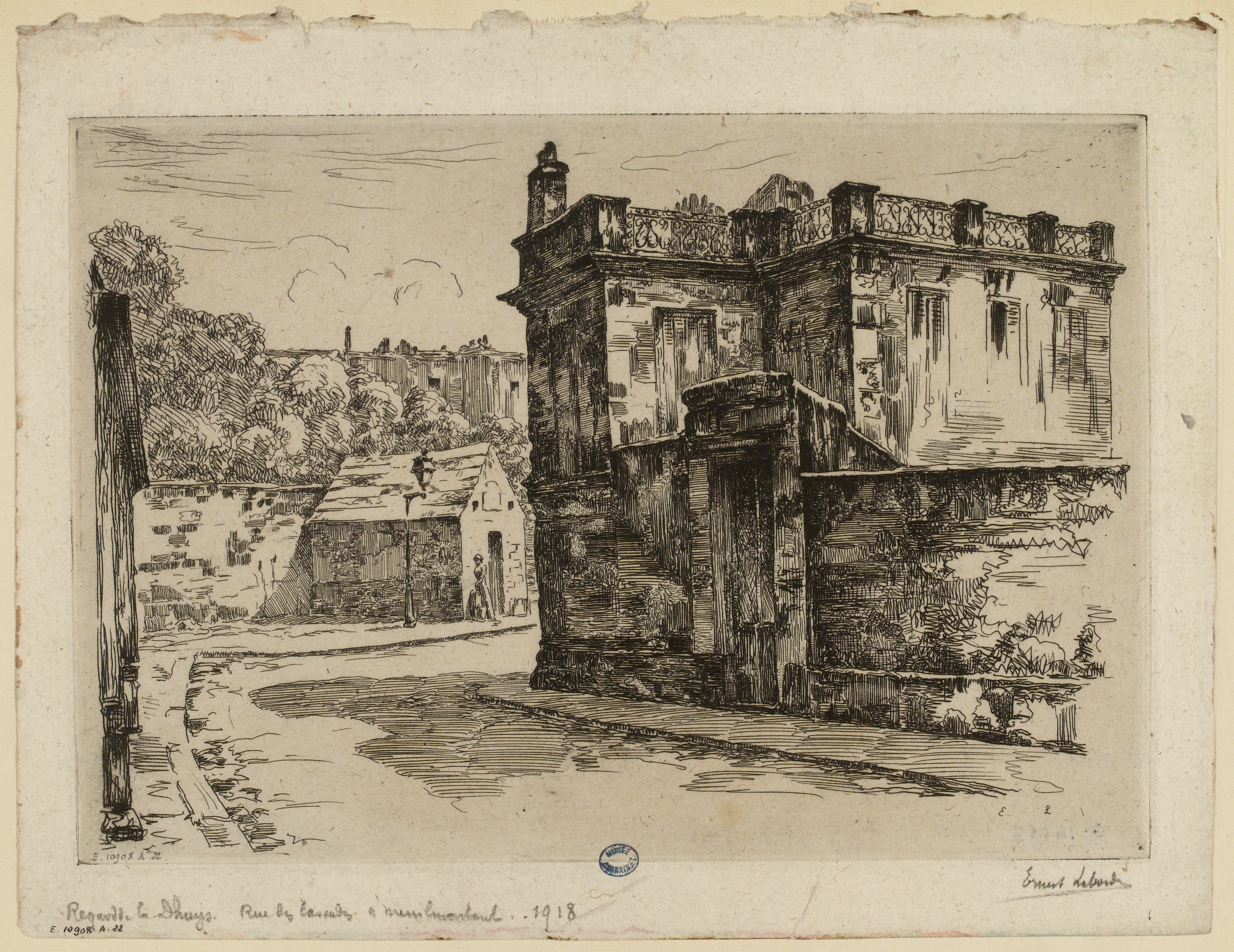
En 1918 (gravure d'Ernest Laborde).